# Кульно
Кульно (або Кільно, пол. Kulno) — село в Польщі, у гміні Курилівка Лежайського повіту Підкарпатського воєводства. Населення — 539 осіб (2011).

## Історія

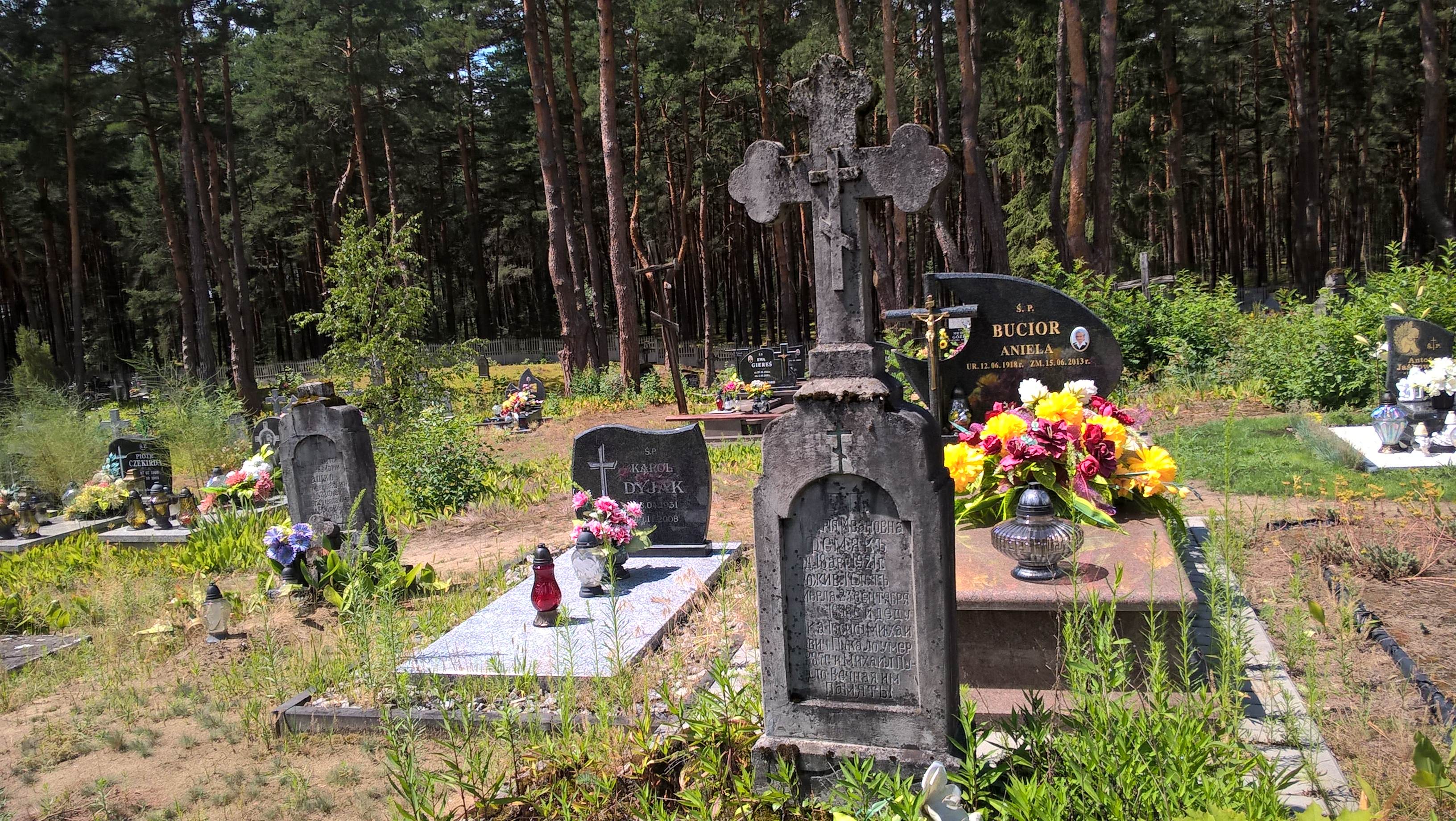
Православний цвинтар

1589 року вперше згадується православна церква в селі.
У 1921 році село входило до складу гміни Поток Білгорайського повіту Люблінського воєводства Польської Республіки.
У 1942 році німецька окупаційна адміністрація розстріляла в селі 20 українців. 2 березня 1945 року польські підпільники з «NOW» вбили українську родину, 5 березня вони вже вбили 21 жителя села, а 19 березня польська банда на чолі з Юзефом Столєрським («Волиняком») вбила близько 50 українців. У квітні 1945 року польські банди пограбували українські родини села, вбивши ще 10 українців.

## Населення
За даними перепису населення Польщі 1921 року в селі налічувалося 232 будинки та 1206 мешканців, з них:
- 586 чоловіків та 620 жінок;
- 1044 православні, 72 римо-католики, 90 юдеїв;
- 1009 українців, 157 поляків, 40 євреїв.

У 1943 році в селі проживало 1024 українці і 78 поляків.
Демографічна структура станом на 31 березня 2011 року:
|          | Загалом | Допрацездатний вік | Працездатний вік | Постпрацездатний вік |
| -------- | ------- | ------------------ | ---------------- | -------------------- |
| Чоловіки | 271     | 63                 | 182              | 26                   |
| Жінки    | 268     | 46                 | 170              | 52                   |
| Разом    | 539     | 109                | 352              | 78                   |

## Особистості

### Народилися
- Надія Горлицька (нар. 1922) — українська майстриня художньої вишивки, громадська діячка[7].
- Микола Цаль (1933—1987) — український фізик[8].